# Augusto Midana
Augusto Midana (Nhacra, 20 maggio 1984) è un lottatore guineense, specializzato nella lotta libera e nella lotta sulla spiaggia.

## Biografia
Ha rappresentato la Guinea-Bissau alle edizioni dei Giochi olimpici estivi di Pechino 2008, Londra 2012, Rio de Janeiro 2016 e Tokyo 2020. In tutte e quattro le edizioni ha sfilato come alfiere alla cerimonia d'apertura. Ha raggiunto il maggior risultato nel 2012 con un settimo posto. 
Ha partecipato anche a cinque edizioni dei mondiali di disciplina.

## Palmarès
- Giochi panafricani

Algeri 2007: bronzo nei 74 kg.
- Campionati africani

Tunisi 2008: bronzo nei 74 kg.
Casablanca 2009: bronzo nei 74 kg.
Il Cairo 2010: oro nei 74 kg.
Dakar 2011: oro nei 74 kg.
Marrakech 2012: oro nei 74 kg.
Tunisi 2014: oro nei 74 kg.
Alessandria d'Egitto 2015: oro nei 74 kg.
Alessandria d'Egitto 2016: oro nei 74 kg.
Hammamet 2019: bronzo nei 74 kg.